# HD 211073
HD 211073 är en trippelstjärna belägen i den mellersta delen av stjärnbilden Ödlan. Den har en genomsnittlig skenbar magnitud av ca 4,50 och är svagt synlig för blotta ögat där ljusföroreningar ej förekommer. Baserat på parallax enligt Gaia Data Release 2 på ca 5,6 mas, beräknas den befinna sig på ett avstånd på ca 580 ljusår (ca 179 parsek) från solen. Den rör sig närmare solen med en heliocentrisk radialhastighet på ca -12 km/s.

## Egenskaper
Primärstjärnan HD 211073 Aa är en orange till gul jättestjärna av spektralklass K2.5 III, som med 98 procent sannolikhet befinner sig på den horisontella jättegrenen. Den har en massa som är ca 2,2 solmassor, en radie som är ca 46 solradier och har ca 574 gånger solens utstrålning av energi från dess fotosfär vid en effektiv temperatur av ca 4 200 K. Den är en misstänkt variabel stjärna med en magnitud som varierar från 4,49 ner till 4,55.
År 2005 hade det inre stjärnparet (Aa + Ab) i trippelstjärnan en vinkelseparation på 0,20 bågsekunder vid en positionsvinkel (PA) på 170°. Stjärnan Ac med magnituden 8,15 var 2010 separerad från Aa med 0,30 bågsekunder vid en PA på 27°. År 2015 var den visuella följeslagaren med magnituden 10,60, betecknad HD 211073 B, separerad från primärstjärnan med 30,50 bågsekunder vid en PA på 190°.